# Бойко Олена Дмитрівна
Бо́йко Оле́на Дми́трівна (нар. 8 листопада 1951, с. Бобрик-Гора, Донський район, Тульська область, Російська РФСР, СРСР) — український історик, дослідник історії Української революції, історії Києва, історичної картографії, біографістики, археографії України XX століття.

## Біографія
Народилася 8 листопада 1951 року в селі Бобрик-Горі Тульської області (нині — мікрорайон міста Донського). Після закінчення в 1974 році історичного факультету Київського державного університету ім. Т. Г. Шевченка працювала в Інституті історії АН УРСР. З 1990 року — старший науковий співробітник, з 2004 року — провідний науковий співробітник відділу історії Української революції 1917—1921 років Інституту історії України НАН України. У 1983 році, під керівництвом академіка АН УРСР Миколи Супруненка, захистила кандидатську дисертацію на тему: «Боротьба органів радянської влади України з розрухою народного господарства у 1920 р.». З 2004 року — старший науковий співробітник-консультант Національного музею історії України (за сумісництвом).

## Основні праці
- Бій під Крутами: історія вивчення [Архівовано 11 березня 2016 у Wayback Machine.] // Український історичний журнал. — 2008. — № 2 (479). — C. 43–54.
- Бій під Крутами: факти проти легенди [Архівовано 1 червня 2016 у Wayback Machine.] // Проблеми вивчення історії Української революції 1917—1921 рр. — Вип. 3. — К. : Ін-т історії України НАН України, 2008. — С. 23–41.
- Боротьба органів диктатури пролетаріату за зміцнення соціалістичного ладу на Україні. — К. : Наук. думка, 1987. — 119 с.
- Великий Октябрь. Атлас. — М., 1987. (рос.)
- Видатний військовий діяч: (80-річчя з дня народження І. Ф. Федька) // Український історичний журнал. — 1977. — № 7. — С. 118.
- Влада і місто: нариси життя Києва за Директорії УНР (грудень 1918 — січень 1919 рр.) [Архівовано 25 квітня 2016 у Wayback Machine.] // Проблеми вивчення історії Української революції 1917—1921 рр. — Вип. 9. — К. : Інститут історії України НАН України, 2013. — С. 181—202. — ISSN 2307-3047.
- Денікінський режим на українських землях: державний устрій, соціально-економічна і національна політика [Архівовано 25 квітня 2016 у Wayback Machine.] // Проблеми вивчення історії Української революції 1917—1921 років. — Вип. 5. — К. : Інститут історії України, 2010. — С. 115—144. — ISBN 978-966-02-5502-9.
- Директорія у боротьбі за владу: хід протигетьманського повстання, фактори перемоги [Архівовано 1 червня 2016 у Wayback Machine.] // Проблеми вивчення історії Української революції 1917—1921 рр. — Вип. 4. — К. : Ін-т історії України НАН України, 2009. — С. 209—236.
- Директорія УНР, Рада Народних Міністрів (1918—1920 рр.): Документи і матеріали. У 2-х част. — К., 2006 (член редколегії, упорядник, автор приміток).
- Життя Києва під владою білогвардійців (вересень–грудень 1919 р.) [Архівовано 25 квітня 2016 у Wayback Machine.] // Проблеми вивчення історії Української революції 1917—1921 рр. — Вип. 6. — К. : Ін-т історії України НАН України, 2011. — С. 229—256. — ISBN 978-966-02-5502-9.
- Життя Києва під владою білогвардійців (жовтень — грудень 1919 р.) [Архівовано 25 квітня 2016 у Wayback Machine.] // Проблеми вивчення історії Української революції 1917—1921 рр. — Вип. 7. — К. : Ін-т історії України НАН України, 2012. — С. 272—292.
- 3 історії діяльності більшовицьких організацій України по залученню робітничої молоді до революційної боротьби (1914 — лютий 1917 pp.) // Український історичний журнал. — 1986. — № 8 (305). — С. 104.
- Зміна урядів та урядової політики Директорії УНР у 1919 р. [Архівовано 15 червня 2015 у Wayback Machine.] // Український історичний журнал. — 2009. — № 6 (489). — C. 36–47.
- История Украинской ССР. В 10 т. — Т. 6. — К., 1984 (у співавторстві). (рос.)
- Історія України: посібник. [Архівовано 14 квітня 2015 у Wayback Machine.] — К. : Видавничий центр «Академія», 2002. — 656 с. — ISBN 966-580-122-8.
- Київ. Історична енциклопедія. 1917—2000 (електронна). — 3 MEDIA, 2002. — www.3 media.kiev.ua. (редактор-упорядник, співавторстві).
- Нариси життя Києва. 1919 рік: політика і повсякденність. [Архівовано 25 квітня 2016 у Wayback Machine.] — К. : Інститут історії України НАН України, 2015. — 143 с. — ISBN 978-966-02-7522-5.
- Нариси історії української інтелігенції (перша половина ХХ ст.). — Кн. І. — К., 1993. (у співавт).
- Перша українсько-російська війна / Політичний терор і тероризм в Україні. XIX—XX ст. Історичні нариси — К. : Наук. думка, 2002. — С. 121—130. — ISBN 966-00-0025-1.
- Події Української революції (1917—1921 рр.) в сучасній науково-довідковій літературі // Історичний журнал. — 2003. — № 6.
- Політичне протистояння Української Центральної Ради і більшовиків (жовтень — грудень 1917 р.) [Архівовано 25 квітня 2016 у Wayback Machine.] // Український історичний журнал. — 2003. — № 4 (451). — С. 11–21.
- Початок громадянської війни у Києві (жовтень 1917 — січень 1918 рр.). // Київ і кияни: Матеріали щорічної наукової конференції. — Вип. 3. — К., 2003.
- Проблема визначення кордонів України в період Центральної Ради (1917—1918 рр.) [Архівовано 25 квітня 2016 у Wayback Machine.] // Український історичний журнал. — 2008. — № 1 (478). — C. 31–46.
- Проблеми історії Української революції (1917—1921 pp.) в «Українському історичному журналі» [Архівовано 25 квітня 2016 у Wayback Machine.] // Український історичний журнал. — 2007. — № 6 (477). — С. 82–93.
- Ради — організатори допомоги трудящих України фронту (1920 р.) // Український історичний журнал. — 1980. — № 10. — С. 66.
- Територія, кордони і адміністративно-територіальний поділ Української Держави гетьмана П. Скоропадського (1918) [Архівовано 25 квітня 2016 у Wayback Machine.] // Регіональна історія України. — Вип. 3. — К. : Ін-т історії України НАН України, 2009. — С. 217—232.
- Україна: Хроніка ХХ ст.: Рік 1919: Довід. вид. [Архівовано 20 жовтня 2016 у Wayback Machine.] / Редкол.: В. А. Смолій (голова) та ін.; Упоряд. О. Бойко. — К. : Ін-т історії України НАН України, 2005. — 236 с.
- Украинская интеллигенция и революция: общее и особенное // Украина в 1917—1921 гг. : некоторые проблемы истории. — К., 1991. — С. 217—248. (рос.)
- Українська інтелігенція в пошуках шляхів національного самовизначення (1917—1920 рр.) [Архівовано 25 квітня 2016 у Wayback Machine.] // Історичні зошити: Шляхи до української державності. Препринт № 1. — К. : Ін-т історії АН УРСР, 1992. — С. 2–18.
- Українське життя у Києві під владою білогвардійців (1919 р.) [Архівовано 25 квітня 2016 у Wayback Machine.] // Проблеми вивчення історії Української революції 1917—1921 рр. — Вип. 8. — К. : Ін-т історії України НАН України, 2012. — С. 142—163. — ISSN 2307-3047.
- Український Національний союз і організація протигетьманського повстання [Архівовано 25 квітня 2016 у Wayback Machine.] // Проблеми вивчення історії Української революції 1917—1921 рр. — К. : Ін-т історії України НАН України, 2002. — С. 157—187. — ISBN 966-02-2534-2.
- Український національний союз, його роль і місце в перебігу Української революції // Історичний журнал. — 2004. — № 5.
- Український національно-визвольний рух. Березень-листопад 1917 р.: Документи і матеріали. — К., 2003. (член редколегії, упорядник, автор приміток).
- Утворення єдиного національного фронту українськими політичними силами у 1918 р. [Архівовано 25 квітня 2016 у Wayback Machine.] // Український історичний журнал. — 1997. — № 6 (417). — C. 14–23.
- Українська Центральна Рада: Зб. документів і матеріалів. У 2-х част. — К., 1996—1997 (упорядник, автор приміток до документів).
- Формування території української незалежної держави в діяльності Української Центральної Ради (1917—1918 рр.). — К. : Ін-т історії України НАН України, 2007. — 63 с.